# Villa Salve Hospes

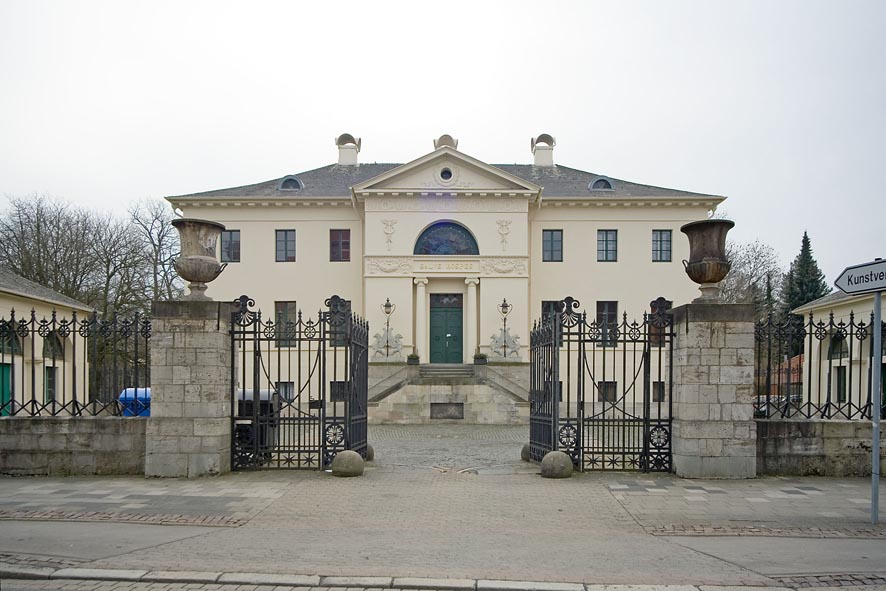
Villa Salve Hospes am Lessingplatz in Braunschweig

Die frühklassizistische Villa Salve Hospes (lateinisch „Sei gegrüßt, Gast“) in Braunschweig wurde von Peter Joseph Krahe entworfen und zwischen 1805 und 1808 erbaut. Der Bau befindet sich seit 1927 in städtischem Besitz und ist heute Sitz des Kunstverein Braunschweig.

## Bau- und Nutzungsgeschichte

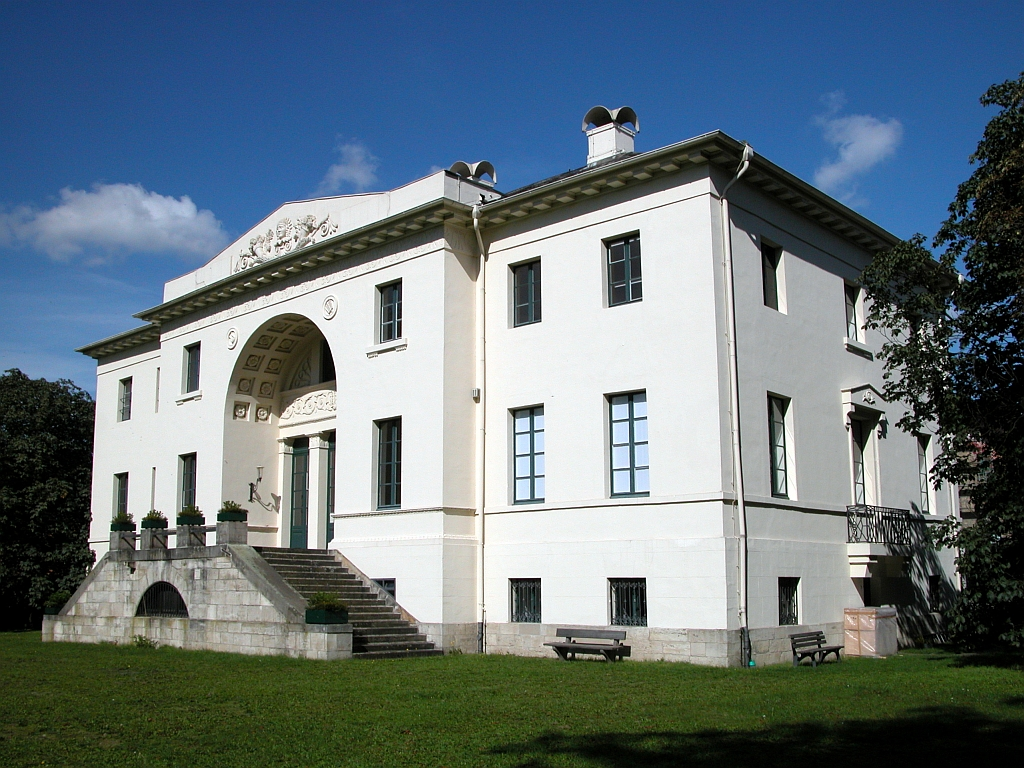
Rückseite der Villa, vom Garten aus gesehen

Im Jahre 1805 erhielt der herzogliche Baumeister Peter Joseph Krahe den Auftrag zum Entwurf eines Landschaftsgartens („Krausescher Garten“) und einer Villa auf einem achtzehn Morgen großen Grundstück am Braunschweiger neuen Augusttor. Das bevorzugte Bauland auf den nivellierten Wallanlagen war durch Schleifung der überflüssig gewordenen Festungsbauten entstanden. Auftraggeber war der wohlhabende Getreide- und Hopfenhändler Dietrich Wilhelm Krause (1773–1845). Nach dessen Tod erbte Krauses Adoptivtochter Johanna Helene Sand (1816–1866), die mit dem Offizier Hermann Hollandt (1810–1890) verheiratet war, die Villa und den Park, der den Namen „Hollandtsgarten“ erhielt. Die Tochter Helene Hörstel (1846–1921) bewohnte das Haus von 1894 bis 1921. Ihr Sohn Eberhard Hörstel (1870–1932) verkaufte im Jahre 1927 aus wirtschaftlicher Not den Park und die Villa an die Stadt Braunschweig.

### Gesellschaftlicher Mittelpunkt im 19. Jahrhundert
Während des 19. Jahrhunderts galt die Villa Salve Hospes als Mittelpunkt des gesellschaftlichen Lebens der Stadt. Erhaltene Einladungslisten der Familie Hollandt aus den Jahren 1848 und 1849 zu verschiedenen Veranstaltungen nennen führende Mitglieder der braunschweigischen Ministerialbürokratie, des Militärs und des Adels. Die Schriftstellerin Caroline Schelling (1763–1809) und der Philosoph Friedrich Schelling (1775–1854) fanden Zuflucht in der Villa. Der dänische Dichter Hans Christian Andersen war 1831 zu Gast und notierte in einem Brief: Nahe vor einem Tor liegt ein hübscher Garten, der einem Privatmann gehört und jedem offensteht. An der Fassade des Hauses liest man: "Salve Hospes"! Hier war ein Wald von Blumen und großen Fruchtbäumen des Südens, die in großen Kübeln um das Haus herum standen. Alles Blumen und Wohlgeruch!

### Forschungsinstitut für Erziehungswissenschaften (1929–1931)
Seit 1927 im Eigentum der Stadt Braunschweig, beherbergte die Villa zwischen 1929 und 1931 das neu gegründete Forschungsinstitut für Erziehungswissenschaften, bevor der Institutsleiter August Christian Riekel 1931 von den Nationalsozialisten nach einer seit Herbst 1930 laufenden Kampagne entlassen wurde. Er gilt als das erste Berufsverbotsopfer der kommenden Herren. Im Februar 1932 verhinderte eine parlamentarische Anfrage von Heinrich Jasper, dass Adolf Hitler die durch den Rauswurf freigewordene Professur erhielt.

### Ausstellungsräume des Städtischen Museums (1932–1940)
Das Städtische Museum stellte in der Villa zwischen 1932 und 1940 vorgeschichtliche Sammlungsstücke aus.

### Deutsches Spracharchiv (1940–1942)
Nachdem der Neurologe und Phonetiker Eberhard Zwirner im Jahre 1932 in Berlin-Buch das Deutsche Spracharchiv als „Phonometrische Abteilung des Kaiser-Wilhelm-Instituts für Hirnforschung“ der Kaiser-Wilhelm-Gesellschaft zur Förderung der Wissenschaften gegründet hatte, löste er dieses schließlich im Jahre 1938 vom Institut für Hirnforschung ab und gründete 1940 in Braunschweig das Staatliche Institut für Lautforschung, welches noch im selben Jahr als „Deutsches Sprachinstitut, Kaiser-Wilhelm-Institut für Phonometrie“ in die Kaiser-Wilhelm-Gesellschaft zur Förderung der Wissenschaften eingegliedert wurde. Im Jahre 1942 wurde die Arbeit dieses Braunschweiger Institutes, welches seinen Sitz in der Villa Salve Hospes hatte, eingestellt.

### NS-Kunstverein (1942–1944)
Nachdem sich der im Jahre 1832 vom Erbauer der Villa Salve Hospes, Peter Joseph Krahe, mitgegründete Verein der Kunstfreunde im Jahre 1923 aufgelöst hatte, wurde dieser unter nationalsozialistischer Regie im Jahre 1941 als Kunstverein Braunschweig, E. V. wiederbelebt und zog von 1942 bis 1944 in die Villa am Siegesplatz (heute Lessingplatz).

### Kunstverein Braunschweig (1946 bis heute)
Der nach Kriegsende 1946 wiederum neu gegründete „Kunstverein Braunschweig e. V.“ erhält bis heute die Villa Salve Hospes als Ausstellungsort und Sitz der Geschäftsführung von der Stadt Braunschweig zur Verfügung gestellt.
Das rechte, nach Westen hin gelegene Seitengebäude der Villa stellte seit Herbst 1962 (Eröffnungsausstellung unter Anwesenheit von Johnny Friedlaender) das Stammhaus der Galerie Schmücking dar, welche vom Ehepaar Henny und Rolf Schmücking (1925–1998) im Jahre 1958 ins Leben gerufen wurde. Rolf Schmücking war von 1965 bis 1972 Leiter des Kunstvereins, während Henny Schmücking die Galerie in dieser Zeit alleine führte.
Ein Teil des Parks wird von der Städtischen Schwimmhalle im Südwesten des Grundstücks als Freigelände genutzt.

## Baubeschreibung

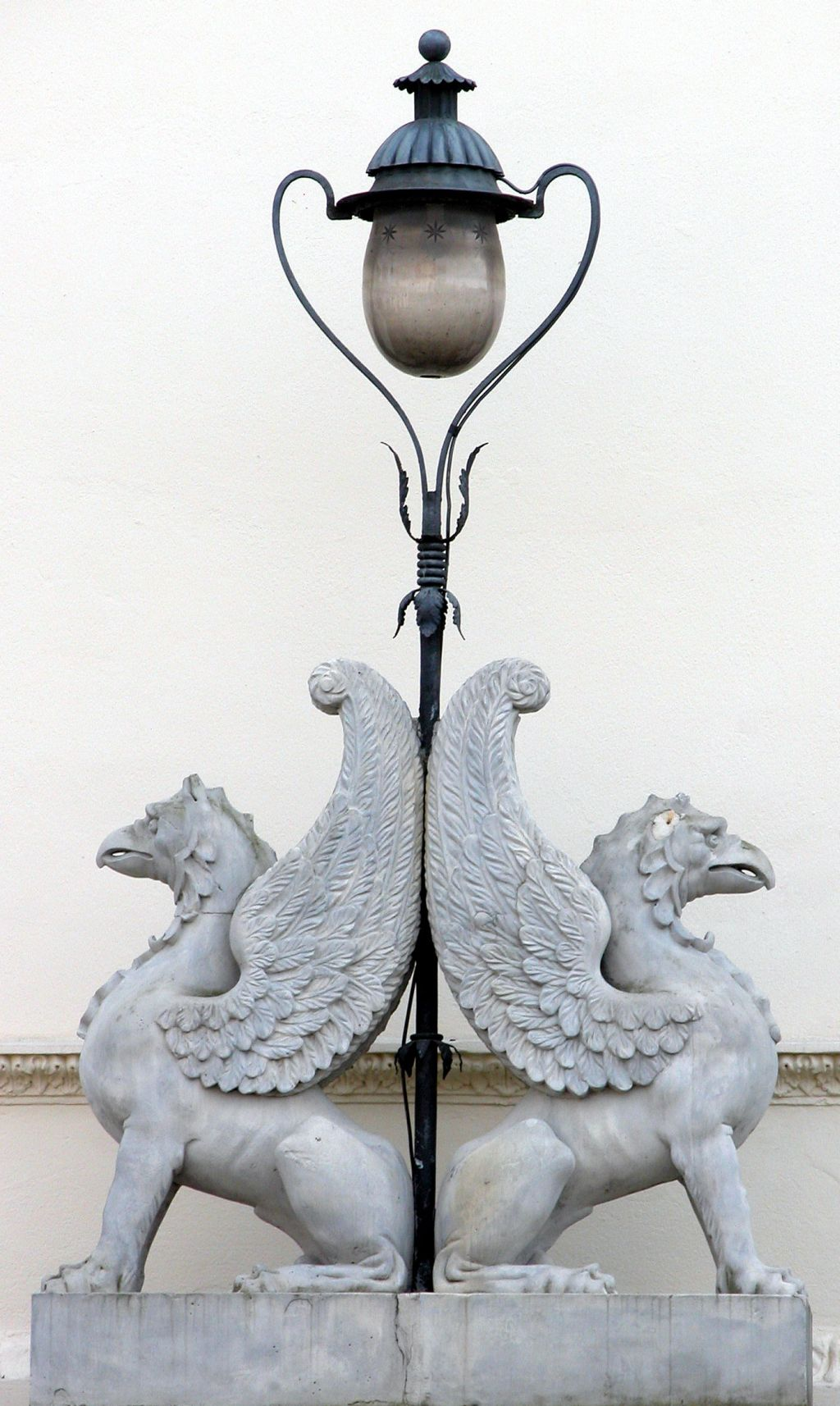
Detail: Greifen im Eingangsbereich

### Außenbau
Das im klassizistischen Stil errichtete zweigeschossige Haupthaus wird von eingeschossigen Nebengebäuden flankiert. Es ist durch einen Mittelrisalit mit flachem Giebel gegliedert, dem eine doppelläufige Freitreppe vorgelagert ist. Zu beiden Seiten der Portalnische befinden sich ionische Säulen, über denen ein Fries mit der Inschrift SALVE HOSPES angebracht ist. Am oberen Lauf der Freitreppe stehen zwei mit Greifen geschmückte Kandelaber.

### Innenräume
Im Inneren befindet sich ein zweigeschossiges rundes Vestibül mit umlaufender Galerie. Die Kabinette und Säle sind teilweise mit Stuckaturen geschmückt.